# Burkhard Rauhut
Burkhard Rauhut (* 22. Juli 1942 in Berlin) ist ein emeritierter Professor für Statistik und Wirtschaftsmathematik an der RWTH Aachen sowie deren ehemaliger Rektor. Ferner ist er Gründungsrektor der GUtech in Oman.
Nach dem Studium der Mathematik an der Freien Universität Berlin 1961–1966, der Georg-August-Universität Göttingen und der Universität Karlsruhe und anschließender Promotion und Habilitation 1970, war er außerplanmäßiger Professor in Karlsruhe. 1973 wurde er auf den Lehrstuhl für Statistik und Wirtschaftsmathematik in Aachen berufen, wo er auch 2008 emeritiert wurde.
Vom 1. September 1999 bis zum 31. Juli 2008 war er Rektor der RWTH Aachen, vom 23. November 2005 bis 21. März 2006 kommissarischer Präsident der deutschen Hochschulrektorenkonferenz. Seit dem 1. Januar 2006 ist er Vorstandsvorsitzender der Akkreditierungsagentur ASIIN. Er betrieb die Internationalisierung der RWTH, gewann mit seiner Hochschule im Jahre 2007 die dritte Förderlinie der so genannten „Exzellenzinitiative des Bundes und der Länder“ und hat maßgeblich an wesentlichen Bauprojekten der Hochschule mitgewirkt, vor allem solchen zur Verbesserung von Studierenden-bezogenen Services (Studierenden-Service-Zentrum „SuperC“, Lernatelier „MOGAM“, Seminargebäude „Semi 90“). Im Jahr 2006 setzte er die Einführung von Studiengebühren durch. Er ist seit 2009 Mitglied des Hochschulrates der TU Darmstadt.
Sein Nachfolger als Rektor der RWTH Aachen wurde am 1. August 2008 Ernst Schmachtenberg.
Rauhut war nach seiner Emeritierung von September 2008 bis März 2013 als Gründungsrektor an der German University of Technology (GUTech) in Oman tätig. Er ist darüber hinaus Mitglied im Beirat des Centrums für Hochschulentwicklung.
Burkhard Rauhut ist verheiratet und hat drei Kinder.

## Ehrungen und Auszeichnungen
- 2008: Goldener Ehrenring der Stadt Aachen
- 2008: Doctor honoris causa University of Science and Technology Beijing, P.R. China
- 2011: Theodor-Berchem-Preis für internationales und interkulturelles Engagement des DAAD